# Joseph Endepols
Hubert Joseph Edmund (Joseph) Endepols (Maastricht, 15 februari 1877 – 18 juni 1962) was een gepromoveerd neerlandicus. Hij bezorgde vele tekstuitgaven voor het middelbaar en hoger onderwijs van Middelnederlandse literatuur.

## Biografische schets
Joseph Endepols werd in 1877 in Maastricht geboren als zoon van de handelaar Thomas Endepols (1830-1893) en Emilie Rothkopf (1843-1934), beiden uit Duitsland afkomstig. Thomas Endepols dreef samen met zijn broer Joseph een stoffenhandel in de Kleine Staat, alwaar de jonge Joseph als zevende in een rij van acht kinderen werd geboren. Na zijn gymnasiumopleiding aan het Stedelijk Gymnasium studeerde hij Nederlandse taal en letteren aan de Universiteit van Utrecht (1896-1902). In 1903 promoveerde hij aan dezelfde universiteit.
Na zijn doctoraalexamen werd Endepols in 1902 aangesteld als leraar Nederlands aan de Gemeentelijke HBS in Maastricht; vanaf 1914 aan het Stedelijk Gymnasium, waar hij bekendstond als een "inspirerend en gemoedelijk docent". Van 1929-42 was hij rector van het gymnasium. Van 1920 tot 1930 was hij tevens docent aan de Katholieke Leergangen in Sittard.
Endepols was vanaf 1915 gehuwd met Louise Paulussen, dochter van een rijke herenboer uit Caberg. Het huwelijk bleef kinderloos. Het echtpaar Endepols-Paulussen woonde vanaf 1918 op het adres Sint-Hubertuslaan 11 in het deftige Villapark, slechts drie huizen verwijderd van de Neerlandicus en lexicograaf Mathijs Jacobus Koenen (1847-1920), wiens levenswerk, het Handwoordenboek der Nederlandse Taal, hij na diens dood zou voortzetten. In 1934 werd Endepols lid van de Nederlandse spellingcommissie; in 1938 van de Commissie van advies inzake de schrijfwijze van de Nederlandsche taal. Deze werkzaamheden leidden tot een spellingwijziging in 1946 (in Vlaanderen) en 1947 (in Nederland) en mondden in 1954 uit tot de publicatie van de Woordenlijst Nederlandse Taal (het "Groene Boekje").
In Maastricht was Endepols onder andere bestuursvoorzitter van de Inrichting voor Ooglijders. Daarnaast was hij vanaf 1928 vicevoorzitter van het Veldekecomité, dat zich beijverde voor de oprichting van een standbeeld voor Henric van Veldeke.

## Werken
Joseph Endepols is wellicht het bekendst vanwege zijn redactiewerk van 1918 tot 1939 voor het Handwoordenboek der Nederlandse Taal, ook bekend als "Koenen-Endepols", naar de eerste samensteller Mathijs Jacobus Koenen. Endepols had de eindredactie over de 13e tot en met de 19e druk en wist het wetenschappelijk niveau van de uitgave aanzienlijk te verhogen. Koenen-Endepols is nog steeds een veelgebruikt woordenboek met name op scholen en geldt als het tweede woordenboek van de Nederlandse taal, naast de Van Dale. De titelpagina van de 26e druk in 1966 vermeldde voor het laatst de naam van Endepols, alhoewel hij toen al enkele jaren dood was.
Hoewel Endepols voornamelijk publiceerde over de middeleeuwse literatuur in de Nederlanden (zowel in het Middelnederlands als in het Latijn), schreef hij ook af en toe over latere perioden in de literatuurgeschiedenis. Zo verscheen in 1943 een publicatie over de Maastrichtse schrijvers André van Hasselt (1805-1874) en Théodore Weustenraad (1805-1849), die voornamelijk in het Frans schreven.
Als dialectoloog publiceerde Endepols een groot aantal artikelen over het Maastrichtse dialect. Ook stelde hij in 1933 een bloemlezing samen uit de Maastrichtse dialectliteratuur: Mestreechter spraok, doe zeute taol! De kroon op zijn dialectologisch werk zette Endepols in 1955 met de uitgave van zijn Diksjenaer van 't Mestreechs, een uitgebreid woordenboek van het Maastrichts.

### Publicaties over Middelnederlandse literatuur
- Tondalus' visioen en St. Patricius vagevuur (tussen 1914 en 1917 in samenwerking met dr. R. Verdeyen)
- Die hijstorie van Sunte Patricius vegevuer (1919)
- Den spyeghel der salicheyt van Elckerlijc (1925)
- Den historien van Ferguut (1930)
- Vita sancti Trudonis confessoris, toneeltekst (1934)
- Vijf geestelijke toneelspelen der middeleeuwen (1940)

## Onderscheidingen
Dr. Joseph Endepols werd vele malen onderscheiden. Hij was onder andere officier in de Orde van Oranje Nassau, officier in de Kroonorde van België en buitenlands erelid van de Koninklijke Vlaamse Academie. In 1953 ontving hij de zilveren eremedaille van de stad Maastricht.